# Stenacron carolina
Stenacron carolina is een haft uit de familie Heptageniidae. De wetenschappelijke naam van de soort is voor het eerst geldig gepubliceerd in 1914 door Banks.
De soort komt voor in het Nearctisch gebied.